# Paul Bronsart von Schellendorff
Paul Bronsart von Schellendorff (25 janvier 1832 - 23 juin 1891) est un général prussien qui fut également écrivain.

## Origine
Bronsart est né à Dantzig en province de Prusse. Paul est issu de la vieille famille noble prussienne von Bronsart von Schellendorff. Il est le fils du futur lieutenant général prussien Heinrich Bronsart von Schellendorff (1803-1874) et de son épouse Antoinette Martha Elisabeth, née d'Azemar de Rège. Son frère cadet est le ministre de la Guerre Walther Bronsart von Schellendorff.

## Carrière militaire
Il intègre le 2e régiment de grenadiers de la Garde en 1849 et fut nommé à l'État-major en 1861 en tant que capitaine pendant trois ans. Il commença à faire des lectures à l'académie de guerre de Prusse, devint major en 1865 puis lieutenant-colonel en 1869. Pendant la guerre franco-prussienne (1870-1871), il fut le chef d'une section de l'État-major et conduisit les négociations préliminaires à la reddition des Français à Sedan. Après la guerre, Bronsart fut fait colonel et devint le chef de la Garde. Il devint major-général en 1876 puis lieutenant-général (avec le commandement d'une division) en 1881. Deux ans plus tard, il devint ministre de la Guerre et procéda à d'importantes réformes de l'armée prussienne, en particulier l'introduction de fusil avec chargeur. En 1889, il reçut le commandement du 1er corps d'armée basé à Königsberg. Il meurt d'une chute de cheval à Schettnienen près de Braunsberg (actuelle Braniewo) en 1891 à l'âge de 59 ans.

### Famille
Bronsart von Schellendorf épouse Rosalie Klara Marie, née Schmidt (née le 6 octobre 1833 à Ölse et morte le 9 mai 1913 au manoir de Schettnienen (de), arrondissement d'Heiligenbeil) fille du chambellan privé prussien Heinrich Schmidt et de Rosalie von Knobelsdorff, à Berlin le 30 mai 1853. Le mariage donne naissance à sept enfants, dont :
- Maria Klara Rosalie Antonie (née le 8 avril 1854 à Berlin et morte le 20 juin 1932) mariée avec Ferdinand von Stülpnagel (1842–1912), général prussien
- Rosalie Antonie Agnes (1855–1862)
- Wilhelm Friedrich Hubertus (né le 4 décembre 1861 à Berlin et mort le 11 septembre 1914 à Osnagorow), seigneur de Schettnienen, est mort en tant que major et commandant de bataillon dans le 59e régiment d'infanterie[1]
- Friedrich Heinrich Bruno Julius (appelé aussi Fritz, né le 16 juin 1864 à Berlin et mort le 23 janvier 1950 à Kühlungsborn), lieutenant-général prussien, engagé au service de l'armée ottomane, il est en particulier présenté comme l'un des responsables des déportations d'Arméniens au cours du génocide.
- Georg Paul Heinrich (né le 12 septembre 1869 à Berlin et mort le 16 décembre 1933 dans la même ville), officier prussien, dernier grade lieutenant-colonel

## Écrits
Les ouvrages militaires de Bronsart se constituent de deux œuvres de grande importance :
- Ein Rückblick auf die taktischen Rückblicke (2de édition, Berlin, 1870), un pamphlet écrit en réponse au Tactical Retrospect of 1866 du capitaine May.
- Der Dienst des Generalstabes (1re édition, Berlin, 1876; 3e édition revue par le général Jacob Meckel, 1893; nouvelle édition par le fils de l'auteur, le major Bronsart von Schellendorf, Berlin, 1904), un traité complet sur les fonctions de l'État-major général.